# Yolande de Vilaragut
Yolande de Vilaragut (1320 ou 1325 - avant 1372) est la fille de Berengeur de Vilaragut et de sa seconde épouse Saura, fille illégitime de Jacques II de Majorque. Yolande est reine titulaire de Majorque par son mariage avec son cousin Jacques III de Majorque.

## Biographie
Le contrat de mariage de Yolande avec le roi titulaire Jacques III de Majorque est signé le 10 novembre 1347. C'est le deuxième mariage de Jacques après la mort en 1346 de sa première épouse Constance d'Aragon, avec qui il a eu deux enfants, Jacques et Isabelle. Le frère de Yolande est nommé conseiller et grand chambellan de son mari.
Yolande donne naissance deux filles, Esclaramunda (1348-1349) et Maria (1349-1349).
Jacques est tué à la bataille de Llucmajor le 25 octobre 1349 par Pierre IV d'Aragon.
Yolande et ses beaux-enfants sont capturés par le roi Pierre après la bataille, et emprisonnés au couvent des Clarisses à Valence. Yolande est libérée vers 1358/59, peu avant Isabelle, qui renonce à ses droits sur Majorque.
Yolande quitte l'Espagne et se rend en France où le roi Jean II le Bon lui donne en 1352 la vicomté d'Omelas. À peu près à la même époque, elle épouse Othon IV de Brunswick-Grubenhagen et aide à organiser le mariage de sa belle-fille Isabelle avec Jean II de Montferrat.
Certains historiens de la littérature médiévale lui attribuent la composition de l'un des poèmes du Cançoneret de Ripoll, écrit dans la première moitié du XIVe siècle.
Yolande meurt peu avant 1372. Son mari épouse en secondes noces alors Jeanne Ire de Naples, veuve de son beau-fils Jacques.